# San Antonio, Soteapan
San Antonio är en ort i Mexiko.   Den ligger i kommunen Soteapan och delstaten Veracruz, i den sydöstra delen av landet, 500 km öster om huvudstaden Mexico City. San Antonio ligger 818 meter över havet och antalet invånare är 423.
Terrängen runt San Antonio är kuperad österut, men västerut är den platt. Runt San Antonio är det ganska tätbefolkat, med 56 invånare per kvadratkilometer. Närmaste större samhälle är Soteapan, 11,5 km sydost om San Antonio. Omgivningarna runt San Antonio är en mosaik av jordbruksmark och naturlig växtlighet.